# Коріандр (рід)
Коріандр (Coriandrum L. 1753) — рід рослин родини окружкові. Налічує 2 види, походить, можливо, із західної частини Середземномор'я. Типовий вид — Коріандр посівний.

## Види
- Coriandrum sativum L. — Коріандр посівний типовий[1].
- Coriandrum tordylium

## Використання
Коріандр використовується у кулінарії як прянощі. Свіже листя коріандру є важливим компонентом кухні Південної Азії, використовується, наприклад, при готуванні чатні та каррі, а також у китайській та мексиканській кухні. Через те, що висока температура знижує смакові якості коріандру, свіже листя додають наприкінці готування. Коріандр також часто використовується як гарнір до страв. Сушені плоди коріандру (часто називають «насіння») зазвичай використовують у меленому вигляді як приправу.